# Polyspatha paniculata
Polyspatha paniculata är en himmelsblomsväxtart som beskrevs av George Bentham. Polyspatha paniculata ingår i släktet Polyspatha och familjen himmelsblomsväxter. Inga underarter finns listade.